# ウーゴ・スカレーリ
ウーゴ・スカレーリ(Hugo Zuccarelli)は、ホロフォニクスの開発で知られる、アルゼンチン出身の技術者である。ブエノスアイレス大学で電子工学と化学を学び、その後にミラノ工科大学に留学。ミラノ工科大学の学生時に、ホロフォニクスを開発した。この技術の詳細をスカレーリは未だ公開していないが、結果としてもたらされる効果が、従来のバイノーラル録音と変わるところがなく、論争が多い。スカレーリは現在も音響関係の仕事に携わっている。